# Уалідія
Уалідія або Валідія (араб. الوليدية l-walidiya, бербер. ⵡⴰⵍⵉⴷⵉⵢⴰ, фр. Oualidia) — невелике курортне місто і центр однойменної сільської комуни в Марокко. Розташована в провінції Сіді-Беннур області Касабланка-Сеттат на узбережжі Атлантичного океану між Ель-Джадідою і Сафі, в 158 км на південь від Касабланки.

## Географічне положення
Центр міста розташований на висоті 76 метрів над рівнем моря.

## Історія
Місто носить ім'я султана Аль-Валіда з династії Саадітів, що правив в XVII столітті. У верхній частині міста збереглися руїни касби, побудованої у 1634 році під час правління Аль-Валіда.
До утворення в 2009 році нової провінції Сіді-Беннур курорт входив до складу провінції Ель-Джадіда.

## Економіка
Основними ресурсами міста є розведення устриць, рибальство та туризм.

## Визначні пам'ятки
Головними пам'ятками міста є лагуна з її пляжами та устричними фермами, колишня вілла короля Мухаммеда V та руїни касби.